# Nöpke
Die Ortschaft Nöpke ist ein Stadtteil von Neustadt am Rübenberge in der Region Hannover (Niedersachsen).

## Geografie

### Geografische Lage
Nöpke liegt circa 15 Kilometer nordwestlich von Neustadt. Der Ort besteht aus einem u-förmigen Kern und einer etwas abgelegenen Siedlung, der Spitzburg.

### Nachbarorte
Die Nachbarorte sind im Norden Wenden und im Westen Linsburg, die beide zum Landkreis Nienburg/Weser gehören. Dudensen im Osten, Hagen im Südosten und Borstel im Südwesten gehören zur Region Hannover und sind Stadtteile von Neustadt am Rübenberge.

## Geschichte
Um 6000 v. Chr. ließen sich erste Bauern im Nöpker Gebiet nieder und um 1700 v. Chr. wurden Grabhügel angelegt. Um 800 n. Chr., während des Fränkisch-Sächsischen-Krieges, entstanden viele Dörfer durch Deportationen und Zwangsumsiedlungen in diesem Gebiet. Eine erste Siedlung entstand an der Beeke und dem Verden-Bremer-Heerweg. Um 1000 n. Chr. umgaben neun Haupthöfe den Grinderwald. Einer von ihnen war der Haupthof Hagen, zu dem auch der Hof Nöpke zählte.
1165 erfolgte die erste urkundliche Erwähnung als Nuibike und von 1167 stammen die Schenkungsverträge an die Mindener Kirche. 1263 wurde der Güterbesitz in „Nobeke“ in einem Dokument dem Mindener Domstift in Dudensen zugeschrieben und 1282 schenkte Johannes Graf von Stotel dem Kloster Mariensee einen Hof in Nöpke (Hof Nr. 1). 1342 gelangten als Tausch gegen einen Hof in Estorf zehn Stück Land vom Bistum Minden in den Besitz des Klosters Mariensee.
Von 1519 bis 1523 erfolgte die Hildesheimer Stiftsfehde. Ein Heer des Herzog Heinrich zog von Hannover über Nöpke nach Wölpe, um die Festung zu belagern. 1540 gingen Borstel und „Reste“ von Nöpke in den Besitz des Klosters Mariensee über. 1585 bestand Nöpke bereits aus acht Meierhöfen, sechs Kötnerstellen und 20 Brinksitzern. Während der Belagerung Nienburgs 1625 verwüsteten kaiserliche Truppen das Land. Dabei wurden in Nöpke Höfe verwüstet, drei brannten ab und 18 der 32 ortsansässigen Bauern starben.
1645 wurde als erster Vogt (Zollbeamter) in Nöpke Johann Fiene nachgewiesen. 1712 wurden zwölf Nöpker bestraft, da sie der Wolfsjagd fernblieben. 1750 wurde die Vogtei in Nöpke aufgelöst. 1767 erfolgte der Bau der Mühle.
1829 nahm die Ziegelei ihre Arbeit auf und 1841 kam es zur Gründung und Einrichtung der Schule. 1842 erfolgte die Gründung der Teilungs- und Verkoppelungsinteressentenschaft (Realgemeinde). Im Zuge der Gebietsreform von 1859 wurde das Amt Wölpe aufgelöst. 1873 entstand der Nöpker Friedhof.
Nöpke gelangte 1884 in einer weiteren Gebietsreform zum Landkreis Neustadt am Rübenberge. 1901 erfolgte die Gründung des Turnvereins und 1902 erhielt Nöpke eine Feuerspritze. 1905 erfolgte die Gründung des Kriegervereins (Kyffhäuserkameradschaft), 1923 des gemischten Chors und 1924 des Schützenvereins. 1930 kam es zur Stilllegung der Mühle. 1932 begann der Bau der zweiten Schule.
Während des Zweiten Weltkrieges wurden viele Männer zum Kriegsdienst eingezogen, die Arbeiten in der Landwirtschaft wurden von den Frauen, Mägden und Kriegsgefangenen erledigt. Die Vereine wurden verboten. Am 6. April 1945 wurde Nöpke kampflos von britischen Truppen eingenommen.
1946 erfolgte die Gründung der Freiwilligen Feuerwehr, 1954 die Einweihung des neuen Friedhofes und 1962 die Eröffnung des Freibades. 1966 wurde die Ziegelei geschlossen und 1968 erfolgte die Gründung der Jugendfeuerwehr.
1970 wurde die Schule geschlossen.
Bei der Gebietsreform verlor Nöpke am 1. März 1974 seine politische Eigenständigkeit und gehört seitdem zur Stadt Neustadt am Rübenberge.

## Politik

### Ortsrat
Durch die Gebietsreform im Jahre 1974 wurde Nöpke ein Stadtteil von Neustadt a. Rbge. und bildet seitdem mit Borstel, Dudensen und Hagen eine Ortschaft, die durch einen Ortsrat vertreten wird. Der Ortschaftsname lautet seit November 2011 Mühlenfelder Land. Der Ortsrat setzt sich aus einer Ratsfrau und zehn Ratsherren zusammen. Im Ortsrat befinden sich zusätzlich 17 beratende Mitglieder.
Sitzverteilung
| Kommunalwahl | SPD     | CDU     | UWG-NRÜ |
| ------------ | ------- | ------- | ------- |
| 2021         | 5 Sitze | 5 Sitze | 1 Sitz  |
| 2016         | 5 Sitze | 5 Sitze | 1 Sitz  |
| 2011         | 7 Sitze | 4 Sitze | –       |
| 2006         | 5 Sitze | 4 Sitze | –       |

### Ortsbürgermeister
Der Ortsbürgermeister ist seit 2016 Heinz-Günter Jaster (SPD). Sein Stellvertreter ist Norbert Schiller (CDU).
Der Vorgänger vom jetzigen Ortsbürgermeister war von 2006 bis 2016 Günther Falldorf (SPD).

### Wappen
Der Entwurf des Kommunalwappens von Nöpke stammt von dem Heraldiker und Grafiker Alfred Brecht, der sämtliche Wappen in der Region Hannover erschaffen hat. Die Genehmigung des Wappens wurde am 18. Januar 1973 durch den Regierungspräsidenten in Hannover erteilt.
| Wappen von Nöpke | Blasonierung: „In Blau ein mit zwei abgeflachten, halbrunden Auswüchsen (Hügelgräbern) versehener, schwarzer Schildfuß, aus dem eine bewurzelte, silberne Eiche mit sieben Blättern wächst.“ |
| Wappen von Nöpke | Wappenbegründung: Die geschichtlichen Fakten seit der Frühzeit ergeben die Zugehörigkeit der Gemeinde Nöpke zur Grafschaft Wölpe, die Verpflichtung der Bauern zu Burgfestendiensten und die Lieferung des halben Zehnten seit 1595 an das Amt Wölpe – die andere Hälfte ging an das Stift Minden –, so dass die enge Bindung der Ahnen an dieses Geschlecht und ihre Nachfolger außer Zweifel ist und zumindest bestimmend für die Wappenfarben Blau : Silber betrachtet werden muss. Das hohe Alter der Gemeinde wird durch zwei Hügelgräber, die von einer silbernen Eiche überschattet werden, eindeutig angezeigt. Mit diesem Wappen hat der Rat der Gemeinde Nöpke ein die Geschichte von der Frühzeit bis zur Gegenwart ausschöpfendes und den Ort charakterisierendes Gemeindewappen beschlossen, das gut in die Serie der Wappen der Stadt Neustadt a. Rbge. angehörenden Stadtteile hineinpasst. |

## Kultur und Sehenswürdigkeiten

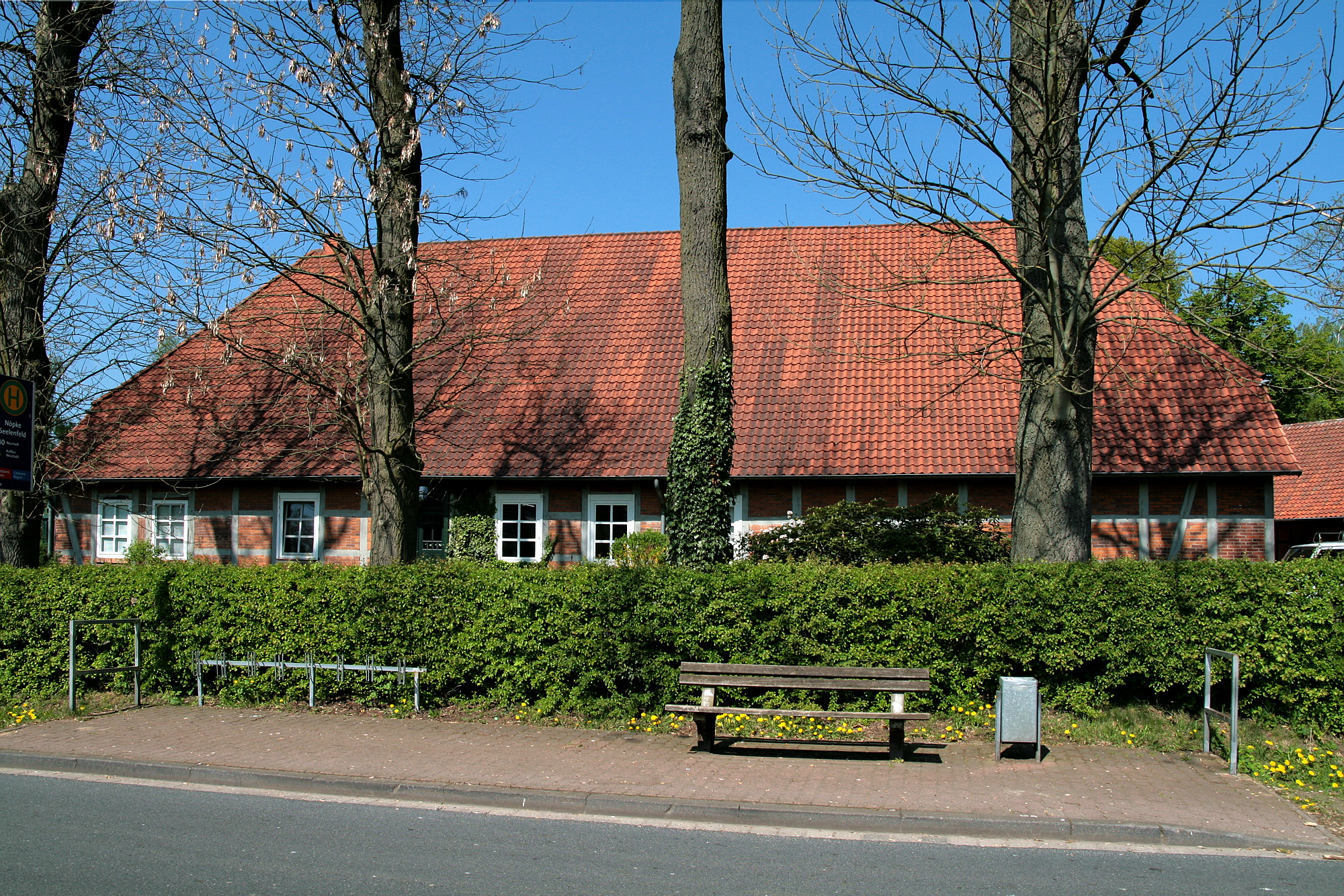
Vierständerhallenhaus Altes Seelenfeld 2

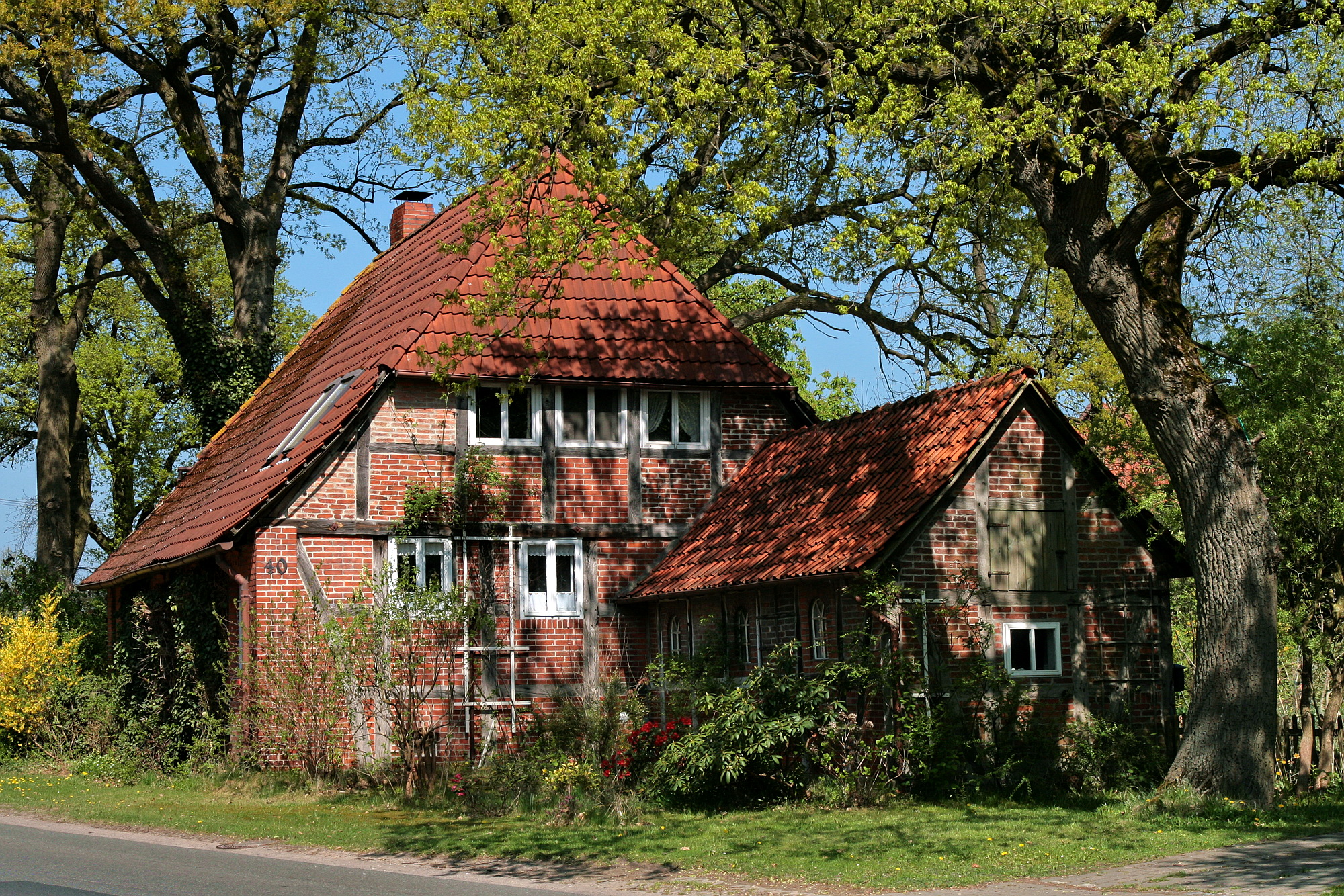
Ehemalige Schmiede Nöpker Straße 40

### Bauwerke
- Alte Schule von 1931, Am Rotdorn 1
- Wohnwirtschaftsgebäude in Fachwerk um 1810/1820, Roter Weg 26
- Querdurchfahrtsscheune 1820/30, Altes Seelenfeld 11
- Vierständerhallenhaus von 1788, gilt als ältestes Gebäude in Nöpke, Nöpker Straße 23
- Quereinfahrtscheune in Ziegelbauweise von 1909 mit Blendgliederungen und Ziegelbändern als Rahmung der Lichtluken, Nöpker Straße 30
- Gusseiserner Wegweiser der Jahrhundertwende, Nöpker Straße 38
- Vierständerhallenhaus (circa 1850) mit Quereinfahrtsscheune in Ziegel von 1909, Altes Seelenfeld 2
- Vierständerhallenhäuser (ca. 1850) mit Quereinfahrtsscheune in Fachwerk, Nöpker Straße 35 und 37
- Etwas außerhalb des Ortes am Fritz-Rabe-Weg liegt der Friedhof mit einer kleinen Kapelle und das Ehrenmal gefallener Nöpker Soldaten aus den Weltkriegen

### Baudenkmale
→ Siehe: Liste der Baudenkmale in Nöpke
Der Bereich am nördlichen Ende des Dorfes ist als Gruppe baulicher Anlagen ausgewiesen. Dazu zählen die schon erwähnten Hofstellen Nöpker Straße 35 und 37 sowie Altes Seelenfeld 2. Ergänzt werden diese durch den Hof Nöpker Straße 42 mit Blendfassade der Jahrhundertwende sowie das Haus Nöpker Straße 40 mit der ehemaligen Schmiede, welche sich im etwas abseits stehenden Nebengebäude des gleichen Grundstückes befindet.

### Sport
Der Schützenverein Nöpke e. V. 1924 unterhält ein Schützenhaus, welches 1967 durch die Patenkompanie (PzPiKp 30) der Bundeswehr und viele freiwillige Helfer erneuert wurde.

### Regelmäßige Veranstaltungen
Zu den Höhepunkten des öffentlichen Lebens in Nöpke zählt das Schützenfest, welches jedes Jahr am Pfingstwochenende stattfindet, sowie das Erntefest, der Weihnachtsmarkt und das Osterfeuer, die durch die örtlichen Vereine organisiert und durchgeführt werden.

## Wirtschaft und Infrastruktur

### Unternehmen
Das Freibad wird solarbeheizt und seit 2003 unter der Trägerschaft des Fördervereins des Freibades betrieben. In seiner Nachbarschaft liegen ein Campingplatz sowie ein Bolzplatz, der gleichzeitig der Jugendfeuerwehr als Trainingsgelände dient.

### Öffentliche Einrichtungen
Die Freiwilligen Feuerwehr Nöpke unterstützt im Dorf mit 64 aktiven Mitgliedern die Sicherstellung der öffentlichen Sicherheit, wozu auch der Förderverein der Feuerwehr beiträgt. In direkter Nachbarschaft zu der „alten Schule“ befindet sich das Feuerwehrhaus.

### Bildung
In der Straße „Altes Seelenfeld“ befindet sich das alte Schulgebäude, in dem bis 1970 noch Schulbetrieb herrschte. Heute sind hier Schulungsräume für die Freiwillige Feuerwehr untergebracht.